# Januar 1984
Portal Geschichte | Portal Biografien | Aktuelle Ereignisse | Jahreskalender | Tagesartikel

◄ |
19. Jahrhundert |
20. Jahrhundert
| 21. Jahrhundert

◄ |
1950er |
1960er |
1970er |
1980er
| 1990er | 2000er | 2010er | ►

◄ |
1980 |
1981 |
1982 |
1983 |
1984
| 1985 | 1986 | 1987 | 1988 | ►

◄ |
Oktober 1983 |
November 1983 |
Dezember 1983 |
Januar 1984 |
Februar 1984 |
März 1984 |
April 1984 |
►
Dieser Artikel behandelt aktuelle Nachrichten und Ereignisse im Januar 1984.

## Tagesgeschehen

### Sonntag, 1. Januar 1984
- Bandar Seri Begawan/Brunei: Das britische Protektorat auf der Insel Borneo wird in die staatliche Selbstständigkeit entlassen.[1]
- Bern/Schweiz: Der SVP-Politiker Leon Schlumpf übernimmt turnusgemäß das Amt des Bundespräsidenten.[2]
- Dallas/Vereinigte Staaten: Der als Trust aufgebaute Telekommunikationsnetzbetreiber AT&T gibt auf behördliche Anordnung große Teile seines Telefongeschäfts an sieben von ihm unabhängige Konzerne ab.[3]
- Ludwigshafen/Deutschland: Der Start des Kabelpilotprojekts Vorderpfalz ist der Wiederbeginn des privaten Rundfunks in Deutschland nach dessen Abschaffung am 27. Juli 1932. Zu den ersten empfangbaren nicht-öffentlich-rechtlichen Sendern gehören Erste Private Fernsehgesellschaft, Musicbox, Programmgesellschaft für Kabel- und Satellitenrundfunk und Sky Channel im Privatfernsehen sowie als privatrechtlicher Hörfunksender Radio Weinstraße. Die Bundespost legte dafür knapp 50.000 Anschlüsse.[4]
- New York/Vereinigte Staaten: Ägypten, Indien, Obervolta, Peru und die Ukrainische SSR der Sowjetunion werden neue nichtständige Mitglieder im Sicherheitsrat der Vereinten Nationen.[5]
- Paris/Frankreich: Frankreich übernimmt von Griechenland den Vorsitz im Rat der Europäischen Union. Das Amt des Regierungschefs der EWG erhält François Mitterrand.[6]

### Montag, 2. Januar 1984

RTLplus sendet ab dem 2. Januar

- Luxemburg/Luxemburg: Der privatrechtliche Rundfunkveranstalter Radio Télévision Lëtzebuerg startet ein deutschsprachiges, für die Bundesrepublik bestimmtes TV-Programmangebot unter dem Namen RTLplus.[7]

### Donnerstag, 5. Januar 1984
- München/Deutschland: Die Süddeutsche Zeitung berichtet, dass der Bundesminister der Verteidigung Manfred Wörner (CDU) den stellvertretenden NATO-Oberbefehlshaber für Europa und Bundeswehr-General Günter Kießling im Dezember 1983 formlos aus dem Militärdienst entließ, nachdem er Berichte über dessen angebliche Homosexualität erhalten und ihn deswegen als leicht zu erpressen eingestuft hatte. Es stellt sich heraus, dass die Meldung den Tatsachen entspricht.[8]

### Freitag, 6. Januar 1984
- Bischofshofen/Österreich: Jens Weißflog aus der DDR gewinnt vor seinem Landsmann Klaus Ostwald die 32. Vierschanzentournee.[9]

### Samstag, 7. Januar 1984

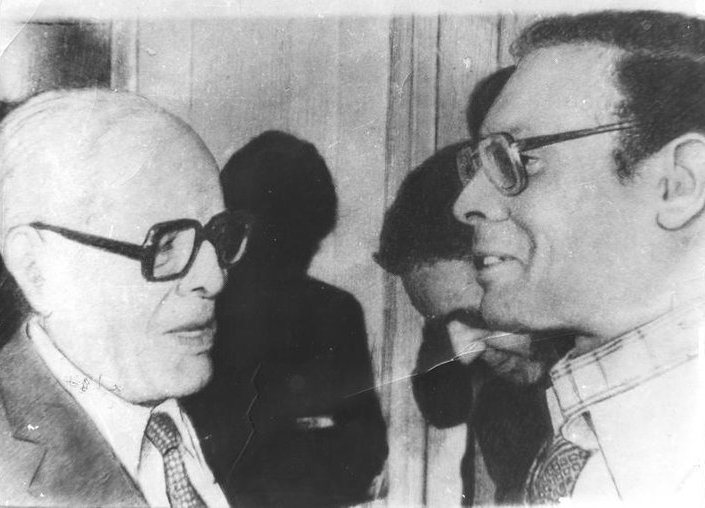
Habib Bourguiba, Moncef Marzouki

- Bandar Seri Begawan/Brunei Darussalam: Das Sultanat tritt dem Verband Südostasiatischer Nationen bei, dessen Ziel eine Freihandelszone in Südostasien ist.[10]
- Tunis/Tunesien: Präsident Habib Bourguiba verkündet die Rücknahme der Verdopplung der Brotpreise, die die einzige politische Partei, die Sozialistische Destur-Partei, am 1. Januar anordnete. Gerüchte über die bevorstehende Preiserhöhung führten schon im Dezember 1983 zu Ausschreitungen, so dass am 3. Januar der Ausnahmezustand ausgerufen wurde. Eine unbekannte Anzahl von Menschen kam bei der Volkserhebung bisher ums Leben.[11]

### Montag, 9. Januar 1984
- Berlin/Deutschland: Die Berliner Verkehrsbetriebe im Bezirk Schöneberg übernehmen von der Deutschen Reichsbahn die Betriebsrechte für die S-Bahn im amerikanischen, britischen und französischen Sektor. Damit entsteht an Stationen wie dem Lehrter Stadtbahnhof im Bezirk Tiergarten eine Grenze zwischen den Bahngesellschaften. An dieser wird das Fahrpersonal künftig auf jeder Fahrt ausgetauscht.[12]

### Dienstag, 10. Januar 1984
- Amman/Jordanien: Ahmad Obeidat löst Mudar Badran als Ministerpräsident von Jordanien ab.[13]

### Samstag, 21. Januar 1984
- Bern/Schweiz: Die Delegiertenversammlung der Schweizerischen Volkspartei wählt Adolf Ogi zum neuen Präsidenten der Partei.[14]

### Sonntag, 22. Januar 1984

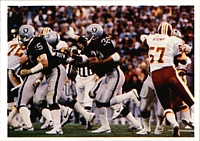
Szene aus dem 18. Super Bowl

- Tampa/Vereinigte Staaten: Der Super Bowl XVIII im American Football zwischen den Los Angeles Raiders und den Washington Redskins endet 38:9.[15]

### Dienstag, 24. Januar 1984

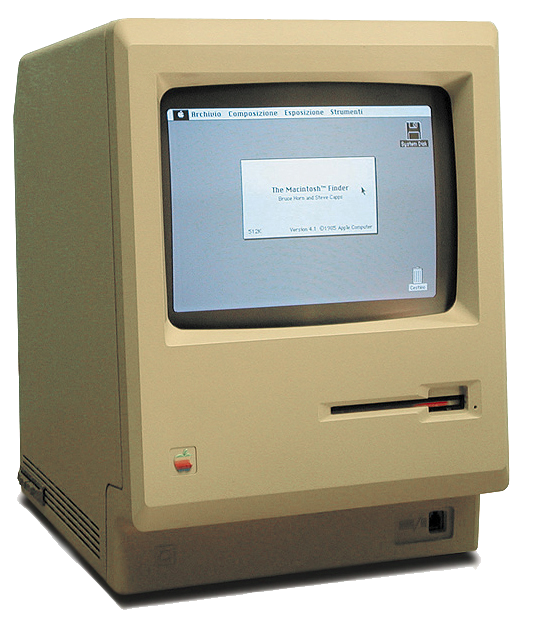
Macintosh von Apple

- Cupertino/Vereinigte Staaten: Der Hard- und Softwarehersteller Apple beginnt mit dem Verkauf des Mikrocomputers Macintosh, nachdem der 1983 eingeführte Personal Computer Lisa nicht den gewünschten Absatz fand. Um die Bedienung zu erleichtern, hat der „Mac“ eine graphische Benutzeroberfläche, die als „Schreibtischoberfläche“ bezeichnet wird, aber wie beim Modell Lisa kann der Nutzer auch im Dateisystem zu den gespeicherten Anwendungen und Daten gelangen.[16]

### Samstag, 28. Januar 1984
- Beverly Hills/Vereinigte Staaten: Bei der Verleihung der 41. Golden Globe Awards wird der Film Zeit der Zärtlichkeit des amerikanischen Regisseurs und Drehbuchautoren James L. Brooks in der Kategorie Bester Film (Drama) ausgezeichnet. Außerdem erhält das Werk die Preise in den Kategorien Bestes Drehbuch, Beste Hauptdarstellerin (Drama) und Bester Nebendarsteller.[17][18]